# Lotharische Legende
Die Lotharische Legende ist eine seit dem frühen 16. Jahrhundert belegte und im 17. Jahrhundert widerlegte Legende, nach der Kaiser Lothar III. im Jahre 1135 nach der Eroberung Amalfis durch ein Gesetz das römische Recht im Heiligen Römischen Reich eingeführt habe und im gleichen Zug alles entgegenstehende Recht beseitigt sowie zukünftige Rechtsänderungen untersagt habe.

## Inhalt
Mit dieser Legende wurde ein neuer Erklärungsversuch für die Verbreitung des römischen Rechts im deutschen Raum des Spätmittelalters angeboten (Rezeption). Die bis dahin verbreitete Theorie der translatio imperii, nach der das untergegangene Römische Reich über das Fränkische auf das Heilige Römische Reich übergegangen sei und römisches Recht deshalb eine Art Naturrecht höherer spiritueller Autorität sei, verlor aufgrund ihres metaphysischen Charakters an Unterstützung. Durch die Legende sollte ein pragmatischerer Erklärungsansatz geboten und die Verbreitung auf einen tatsächlichen Gesetzgebungsakt (der dann Legitimationsgrundlage ist) zurückgeführt werden. Gleichzeitig hätte die Legende eine Stärkung des römisch-deutschen Kaisers bedeutet, der seit der Gründung des Reiches zahlreiche Majestätsrechte (Regalien) an die geistlichen und weltlichen Landesherren verloren hatte. Mit dem Ausbruch des Dreißigjährigen Krieges im Jahr 1618 und dem sich anbahnenden Westfälischen Frieden von 1648 erschien aber auch diese pragmatischere Erklärung bald nicht mehr zeitgemäß. Eine solche Machtfülle des Kaisers wäre allenfalls durch eine höhere spirituelle Stellung des Reiches zu erklären gewesen, an welche zu einem Zeitpunkt, als sich die einzelnen Territorien des Reiches angefangen hatten zu eigenständigen Staaten zu entwickeln, nicht mehr geglaubt werden konnte.

## Widerlegung
Widerlegt wurde die Legende durch den Staatsrechtler und Polyhistor Hermann Conring in seinem 1643 veröffentlichten Werk De origine iuris germanici („Über den Ursprung des deutschen Rechts“). Er monierte die fehlende Urkunde des angeblichen Rechtsaktes und die zeitliche Verzögerung zwischen dem angeblichen Gesetzgebungsakt im Jahr 1135 und der tatsächlich erst im 15. Jahrhundert erfolgten Rezeption:

„Für diejenigen, die wirklich die alten Dokumente befragen, steht offensichtlich diese Geschichte von Kaiser Lothar nicht nur auf schwachen Füßen, sondern sie ist auch vollkommen falsch. […] Weil also heute kein Gesetz, kein auch nur etwas älteres Zeugnis vorhanden ist, dass Lothar die bis dahin gültigen Gesetze verworfen habe, indem er allein die römischen an ihre Stelle setze, ist doch völlig klar, wie unbegründet diese allgemein verbreitete Behauptung ist. […] Weil es [das römische Recht] nach Deutschland aber erst im 15. Jahrhundert eindrang, liegt klar auf der Hand, was für ein Märchen die Geschichte […] ist.“

Als neuen, bis heute vertretenen Erklärungsversuch lieferte Conring eine rein pragmatische Erzählung. Das römische Recht sei seit der Entdeckung der Littera Florentina im 9. Jahrhundert in einem schleichenden Prozess rezipiert worden, was vor allem praktische Gründe gehabt habe. Zum einen waren Studenten des Rechts zumeist entweder kirchliche Ordensangehörige oder wohlhabende Kaufmannssöhne, die sich das Studium leisten konnten. Erstere lernten das vom römischen Recht beeinflusste kanonische Recht, letztere bevorzugten das römische Recht deshalb, weil dieses Lösungsansätze für Handelsprobleme bot, die die örtlichen Gewohnheitsrechte nicht enthielten. Zum anderen wurde das römische Recht durch die jahrhundertelange Arbeit der Glossatoren und Kommentatoren wissenschaftlich bearbeitet und systematisiert. Ähnliche Vorzüge hatte das deutsche Recht aus Gründen seiner lediglich partikularen Anwendungsbereiche nicht, sieht man von wenigen Ausnahmen wie der Glosse Johann von Buchs zum Sachsenspiegel ab. Aus diesem Grund wurden die wichtigsten rechtsgebenden Positionen vorzugsweise mit römisch-rechtlich ausgebildeten Juristen besetzt. Sie waren tätig in der Verwaltung der Fürsten, als Richter, als Ratgeber am Hof und wurden oft sogar unmittelbar an Gesetzgebungsprozessen beteiligt, so etwa bei der ersten Gerichtsordnung des Reichskammergerichts, bei der Constitutio Criminalis Carolina oder bei den revidierten Stadt- und Landrechten.  Über diese Positionen integrierten sie das von ihnen gelernte römische Recht in einem schleichenden Prozess in das einheimische deutsche Recht:

„Tatsächlich ist zu beobachten, dass man teils durch eine gewisse stillschweigende Gewohnheit, teils durch Erlasse der Fürsten […] anfing, zu verschiedenen Zeiten und an verschiedenen Orten das römische Recht zu beachten. Seitdem nämlich den Doktoren des römischen Rechts das Gerichtswesen anvertraut war, konnte es doch kaum anders geschehen, dass viele von ihnen […] den Gebrauch des römischen Rechts allmählich einführten.“

Die Widerlegung der Legende durch Conring ist von großer Bedeutung. Zum einen begründete dieser durch die Aufstellung allgemeiner Grundsätze das neue Fach der Rechtsgeschichte. Zum anderen verlor das römische Recht seine unumstößliche Autorität. Es war weder spirituell höheres Naturrecht, noch das vermeintlich allein geltende Recht. Es habe sich vielmehr an die Probleme und Sitten der Gegenwart anzupassen, könne auch verändert werden und sei notfalls auch ganz zu verwerfen. Die Juristen der Gegenwart waren damit frei, ein dogmatisch schlüssiges Gemeinrecht zu entwerfen, auch wenn dieses dem römischen Recht entgegenstand. Aus dieser neuen Freiheit entstand die juristische Strömung des Usus modernus pandectarum:

„Wenn auch so überall in Deutschland an den Gerichten das römische Recht seinen Anfang nahm […], möchte ich dennoch nicht glauben, dass in irgend einer Gegend das römische Recht als einziges allein Anerkennung fand, während gleichzeitig alle alten Sitten und Gewohnheiten aufgehoben wurden. […] Die Gesetze, die heute in den einzelnen Städten und Landschaften Deutschlands befolgt werden, fließen aus ganz verschiedenen Quellen; deshalb muss man in verschiedenen Büchern die Satzungen nicht nur ganz Deutschlands, sondern auch die der einzelnen Fürstentümer und Gemeinwesen erforschen.“